# アルバート・ラスカー基礎医学研究賞
アルバート・ラスカー基礎医学研究賞（アルバート・ラスカーきそいがくけんきゅうしょう）は、アルバート・ラスカー医学研究賞の一部門。ラスカー財団によって授与される国際的な医学賞の一つで、障害や死の原因を取り除くための技術・情報・概念をもたらす基礎的な発見を成し遂げた科学者を対象とする。
ノーベル生理学・医学賞の受賞者がそれに先行して本賞を受賞している場合が多く、その割合は約50%に達する。

## 歴代受賞者

### 1940年代
| 年度   | 受賞者 | 受賞者                                                   | 国籍                                 | 受賞理由                                                                               |
| ------ | ------ | -------------------------------------------------------- | ------------------------------------ | -------------------------------------------------------------------------------------- |
| 1946年 |        | カール・コリ Carl Ferdinand Cori                         | アメリカ合衆国 · （ チェコ出身）     | 炭水化物の代謝経路（コリ回路）解明に対する貢献                                         |
| 1947年 |        | オズワルド・アベリー Oswald Avery                        | アメリカ合衆国 （ カナダ出身）       | 細菌の化学組成に関する研究                                                             |
| 1947年 |        | ホーマー・スミス Homer W. Smith                          | アメリカ合衆国                       | 心血管系および腎臓の生理学に関する研究                                                 |
| 1948年 |        | ヴィンセント・デュ・ヴィニョー Vincent du Vigneaud       | アメリカ合衆国                       | 動物の栄養吸収におけるメチル基転移に関する研究、およびビオチンならびにペニシリンの合成 |
| 1948年 |        | セルマン・ワクスマン Selman Waksman                      | アメリカ合衆国 · （ ウクライナ出身） | 土壌微生物の抗菌活性に関する研究、および（ワクスマンのみ）ストレプトマイシンの発見     |
| 1948年 |        | ルネ・デュボス René Dubos                                | アメリカ合衆国 （ フランス出身）     | 土壌微生物の抗菌活性に関する研究、および（ワクスマンのみ）ストレプトマイシンの発見     |
| 1949年 |        | アンドレ・フレデリック・クルナン André Frédéric Cournand | アメリカ合衆国 （ フランス出身）     | 心血管疾患に関する研究および心臓カテーテル法の開発                                     |
| 1949年 |        | ウィリアム・S・ティレット William S. Tillett             | アメリカ合衆国                       | ストレプトキナーゼの発見と単離                                                         |
| 1949年 |        | L・ロイヤル・クリステンセン L. Royal Christensen         | アメリカ合衆国                       | ストレプトキナーゼの発見と単離                                                         |

### 1950年代
| 年度   | 受賞者 | 受賞者                                                       | 国籍                                 | 受賞理由                                                                                 |
| ------ | ------ | ------------------------------------------------------------ | ------------------------------------ | ---------------------------------------------------------------------------------------- |
| 1950年 |        | ジョージ・ウェルズ・ビードル George Wells Beadle             | アメリカ合衆国                       | 代謝過程の調節における遺伝子の重要性に関する基礎研究                                     |
| 1951年 |        | カール・F・マイヤー Karl Friedrich Meyer                     | アメリカ合衆国 （ スイス出身）       | 寄生虫学への貢献                                                                         |
| 1952年 |        | フランク・マクファーレン・バーネット Frank Macfarlane Burnet | オーストラリア                       | ウイルスの遺伝情報伝達に関する研究                                                       |
| 1953年 |        | ハンス・クレブス Hans Adolf Krebs                            | イギリス （ ドイツ出身）             | 尿素回路およびクエン酸回路の発見                                                         |
| 1953年 |        | マイケル・ハイデルベルガー Michael Heidelberger              | アメリカ合衆国                       | 免疫化学的定量法に関する新たな分野の開発                                                 |
| 1953年 |        | ジョージ・ワルド George Wald                                 | アメリカ合衆国                       | ヒトの視覚に関する生理学的研究                                                           |
| 1954年 |        | エドウィン・アストウッド Edwin B. Astwood                    | アメリカ合衆国                       | 甲状腺機能亢進症の治療法開発につながる、内分泌機能の基本的理解に対する貢献               |
| 1954年 |        | ジョン・フランクリン・エンダース John Franklin Enders        | アメリカ合衆国                       | 急性灰白髄炎（ポリオ）・流行性耳下腺炎（おたふく風邪）・麻疹の原因ウイルスの培養法確立   |
| 1954年 |        | セント＝ジェルジ・アルベルト Albert Szent-Györgyi            | アメリカ合衆国 · （ ハンガリー出身） | アクトミオシンの発見を含む、心血管疾患に関する研究                                       |
| 1955年 |        | カール・P・リンク Karl Paul Link                             | アメリカ合衆国                       | 血栓の形成機序解明および血栓塞栓症の治療法開発                                           |
| 1955年 |        | カール・J・ウィガーズ Carl J. Wiggers                        | アメリカ合衆国                       | 心血管系の生理学に対する多大な貢献                                                       |
| 1956年 |        | カール・マイヤー Karl Meyer                                  | ドイツ                               | 関節炎・リウマチに対する新たな理解をもたらす、結合組織の構成要素に関する先駆的研究       |
| 1956年 |        | フランシス・シュミット Francis O. Schmitt                    | アメリカ合衆国                       | 関節炎・リウマチに対する新たな理解をもたらす、結合組織の構成要素に関する先駆的研究       |
| 1957年 |        | アイザック・スター Isaac Starr                               | アメリカ合衆国                       | 心臓と循環系に関する基礎研究および心弾動計の開発                                         |
| 1958年 |        | ペイトン・ラウス Francis Peyton Rous                         | アメリカ合衆国                       | 発がんの原因、抗体の起源、および血球産生と破壊のメカニズムに関する新たな知見獲得への貢献 |
| 1958年 |        | セオドア・パック Theodore Puck                               | アメリカ合衆国                       | 哺乳類細胞の純粋培養法の開発                                                             |
| 1958年 |        | アルフレッド・ハーシー Alfred Hershey                        | アメリカ合衆国                       | ウイルスの複製過程における核酸の役割と伝達機構の発見                                     |
| 1958年 |        | ゲルハルト・シュラム Gerhard Schramm                         | ドイツ                               | ウイルスの複製過程における核酸の役割と伝達機構の発見                                     |
| 1958年 |        | ハインツ・フレンケル＝コンラート Heinz Fraenkel-Conrat       | アメリカ合衆国 （ ドイツ出身）       | ウイルスの複製過程における核酸の役割と伝達機構の発見                                     |
| 1958年 |        | アーヴァイン・ページ Irvine Page                             | アメリカ合衆国                       | 高血圧の基本機構解明への多大な貢献                                                       |
| 1959年 |        | アルバート・クーンズ Albert Coons                            | アメリカ合衆国                       | 感染症研究の有用な手段となった、免疫蛍光法の開発                                         |
| 1959年 |        | ジュール・フロイント Jules T. Freund                         | アメリカ合衆国 · （ ハンガリー出身） | 結核・マラリア・狂犬病・ポリオなどに対する免疫学・アレルギー分野での新たな発見           |

### 1960年代
| 年度   | 受賞者 | 受賞者                                               | 国籍                                            | 受賞理由                                                                                 |
| ------ | ------ | ---------------------------------------------------- | ----------------------------------------------- | ---------------------------------------------------------------------------------------- |
| 1960年 |        | エルンスト・ルスカ Ernst Ruska                       | ドイツ                                          | 電子顕微鏡の開発                                                                         |
| 1960年 |        | ジェームズ・ヒリアー James Hillier                   | カナダ                                          | 電子顕微鏡の開発                                                                         |
| 1960年 |        | ジェームズ・ニール James V. Neel                     | アメリカ合衆国                                  | ヒト遺伝学研究の発展に対する貢献、および（Neelのみ）サラセミア・鎌状赤血球症に関する研究 |
| 1960年 |        | ライオネル・ペンローズ Lionel S. Penrose             | イギリス                                        | ヒト遺伝学研究の発展に対する貢献、および（Neelのみ）サラセミア・鎌状赤血球症に関する研究 |
| 1960年 |        | モーリス・ウィルキンス Maurice H.F. Wilkins          | イギリス                                        | DNAの構造解明における貢献                                                                |
| 1960年 |        | フランシス・クリック Francis Crick                   | イギリス                                        | DNAの構造解明における貢献                                                                |
| 1960年 |        | ジェームズ・ワトソン James D. Watson                 | アメリカ合衆国                                  | DNAの構造解明における貢献                                                                |
| 1962年 |        | チョー・H・リー（李卓皓） Choh Hao Li                | アメリカ合衆国 中華民国                         | 6種類のホルモンの分離同定を含む、下垂体前葉由来ホルモンの化学特性理解への貢献            |
| 1963年 |        | ライマン・C・クレイグ Lyman C. Craig                 | アメリカ合衆国                                  | 化学物質の分離手法開発および抗生物質の構造研究                                           |
| 1964年 |        | レナート・ドゥルベッコ Renato Dulbecco               | アメリカ合衆国 （ イタリア出身）                | 腫瘍ウイルスと発がんの関係についての基礎的な貢献                                         |
| 1964年 |        | ハリー・ルービン Harry Rubin                         | アメリカ合衆国                                  | 腫瘍ウイルスと発がんの関係についての基礎的な貢献                                         |
| 1965年 |        | ロバート・W・ホリー Robert W. Holley                 | アメリカ合衆国                                  | アミノ酸転移RNA（Amino acid transfer RNA）の化学構造決定                                 |
| 1966年 |        | ジョージ・エミール・パラーデ George Emil Palade      | アメリカ合衆国 · （ ルーマニア出身）            | 電子顕微鏡による細胞生物学への貢献                                                       |
| 1967年 |        | バーナード・ブローディ Bernard Brodie                | イギリス                                        | アセトアニリド・プロカインアミドの研究を含む、生化学的薬理学における偉大な貢献           |
| 1968年 |        | ハー・ゴビンド・コラナ Har Gobind Khorana            | アメリカ合衆国 （ インド（現 パキスタン）出身） | 遺伝暗号の解読に対する貢献                                                               |
| 1968年 |        | マーシャル・ニーレンバーグ Marshall Warren Nirenberg | アメリカ合衆国                                  | 遺伝暗号の解読に対する貢献                                                               |
| 1968年 |        | ウィリアム・F・ウィンドル William F. Windle          | アメリカ合衆国                                  | 脳への障害とその影響についての研究を含む、発生生物学における基本原理の発見               |
| 1969年 |        | ロバート・メリフィールド Robert Bruce Merrifield     | アメリカ合衆国                                  | タンパク質およびペプチド固相合成法の開発                                                 |

### 1970年代
| 年度   | 受賞者 | 受賞者                                           | 国籍                               | 受賞理由                                                                         |
| ------ | ------ | ------------------------------------------------ | ---------------------------------- | -------------------------------------------------------------------------------- |
| 1970年 |        | エール・サザランド Earl Wilbur Sutherland Jr.    | アメリカ合衆国                     | 環状アデノシン一リン酸（cAMP）およびそのホルモン作用機序における重要な役割の発見 |
| 1971年 |        | シーモア・ベンザー Seymour Benzer                | アメリカ合衆国                     | 分子遺伝学に対する顕著な貢献                                                     |
| 1971年 |        | シドニー・ブレナー Sydney Brenner                | 南アフリカ共和国                   | 分子遺伝学に対する顕著な貢献                                                     |
| 1971年 |        | チャールズ・ヤノフスキー Charles Yanofsky        | アメリカ合衆国                     | 分子遺伝学に対する顕著な貢献                                                     |
| 1974年 |        | ルドヴィク・グロス Ludwik Gross                  | アメリカ合衆国 （ ポーランド出身） | 哺乳類の白血病ウイルス・腫瘍ウイルスの発見、およびその生物学的・疫学的評価       |
| 1974年 |        | ハワード・E・スキッパー Howard E. Skipper        | アメリカ合衆国                     | がんの化学療法確立に対する貢献                                                   |
| 1974年 |        | ソル・スピーゲルマン Sol Spiegelman              | アメリカ合衆国                     | 分子ハイブリダイゼーション手法の開発および最初の感染性核酸の合成                 |
| 1974年 |        | ハワード・マーティン・テミン Howard Martin Temin | アメリカ合衆国                     | RNA腫瘍ウイルスの生物学的特性およびその作用機序に関する研究                      |
| 1975年 |        | ロジェ・ギルマン Roger Guillemin                 | フランス                           | 視床下部と内分泌系の相互作用に対する知識の拡大                                   |
| 1975年 |        | アンドルー・ウィクター・シャリー Andrew Schally  | アメリカ合衆国 （ ポーランド出身） | 視床下部と内分泌系の相互作用に対する知識の拡大                                   |
| 1975年 |        | フランク・J・ディクソン Frank J. Dixon           | アメリカ合衆国                     | 新たな医学分野としての免疫病理学の導入に対する貢献                               |
| 1975年 |        | ヘンリー・G・クンケル Henry G. Kunkel            | アメリカ合衆国                     | 新たな医学分野としての免疫病理学の導入に対する貢献                               |
| 1976年 |        | ロサリン・ヤロー Rosalyn S. Yalow                | アメリカ合衆国                     | ラジオイムノアッセイの原理の発見および技術開発                                   |
| 1977年 |        | スネ・ベリストローム Sune Bergström              | スウェーデン                       | プロスタグランジンの単離およびその化学構造決定における業績                       |
| 1977年 |        | ベンクト・サミュエルソン Bengt I. Samuelsson     | スウェーデン                       | プロスタグランジン生合成・代謝機構の解析および測定手法の開発における優れた業績   |
| 1977年 |        | ジョン・ベーン John Vane                         | イギリス                           | 血栓形成阻害作用を有するエイコサノイドの1種、プロスタサイクリンの発見            |
| 1978年 |        | ハンス・コステリッツ Hans Kosterlitz             | イギリス （ ドイツ出身）           | オピオイド受容体と内因性エンケファリンとの関係を明らかにした先駆的研究           |
| 1978年 |        | ジョン・ヒューズ John Hughes                     | イギリス                           | エンケファリンの特異構造決定およびその起源の同定                                 |
| 1978年 |        | ソロモン・スナイダー Solomon H. Snyder           | アメリカ合衆国                     | オピオイド受容体の発見およびエンケファリンとの相互作用に関する先駆的業績         |
| 1979年 |        | ウォルター・ギルバート Walter Gilbert            | アメリカ合衆国                     | 高速DNAシークエンシングを可能とする新技術開発                                    |
| 1979年 |        | フレデリック・サンガー Frederick Sanger          | イギリス                           | 高速DNAシークエンシングを可能とする新技術開発                                    |
| 1979年 |        | ロジャー・スペリー Roger W. Sperry               | アメリカ合衆国                     | 高速DNAシークエンシングを可能とする新技術開発                                    |

### 1980年代
| 年度   | 受賞者 | 受賞者                                                | 国籍                  | 受賞理由                                                                                              |
| ------ | ------ | ----------------------------------------------------- | --------------------- | --- |
| 1980年 |        | ポール・バーグ Paul Berg                              | アメリカ合衆国        | 組換えDNA技術の開発                                                                                   |
| 1980年 |        | ハーバート・ボイヤー Herbert Boyer                    | アメリカ合衆国        | 酵素・プラスミド・DNA合成への組換えDNA技術の応用                                                      |
| 1980年 |        | スタンリー・ノーマン・コーエン Stanley Norman Cohen   | アメリカ合衆国        | 組換えDNA技術への広範な貢献および細胞間での遺伝子移植の達成                                           |
| 1980年 |        | A・デール・カイザー A. Dale Kaiser                    | アメリカ合衆国        | 一本鎖DNAの研究を通じた、組換えDNA技術開発への決定的役割                                              |
| 1981年 |        | バーバラ・マクリントック Barbara McClintock           | アメリカ合衆国        | DNA内での位置を移動できる塩基配列（トランスポゾン）の発見                                             |
| 1982年 |        | J・マイケル・ビショップ J. Michael Bishop             | アメリカ合衆国        | 癌遺伝子の解析およびそれらが正常細胞に存在することの発見                                              |
| 1982年 |        | レイモンド・エリクソン Raymond L. Erikson             | アメリカ合衆国        | 癌遺伝子によって作られるタンパク質の同定と機能解析                                                    |
| 1982年 |        | 花房秀三郎 Hidesaburo Hanafusa                        | 日本                  | RNA腫瘍ウイルスによる発癌機構およびウイルスゲノム内に存在する癌遺伝子の役割に関する研究               |
| 1982年 |        | ハロルド・ヴァーマス Harold E. Varmus                 | アメリカ合衆国        | 細胞性癌遺伝子とその制御に関する追究                                                                  |
| 1982年 |        | ロバート・ギャロ Robert Gallo                         | アメリカ合衆国        | ヒト白血病・リンパ腫の原因となるRNA腫瘍ウイルスの発見を導いた先駆的研究                               |
| 1983年 |        | エリック・カンデル Eric Kandel                        | アメリカ合衆国        | 細胞生物学的技術を適用した、学習と記憶のメカニズム解明                                                |
| 1983年 |        | ヴァーノン・マウントキャスル Vernon B. Mountcastle    | アメリカ合衆国        | 脳における情報の把握と構成、知覚刺激を行動に変換する能力に関する諸発見                                |
| 1984年 |        | マイケル・ポッター Michael Potter                     | アメリカ合衆国        | ハイブリドーマ作製に道を開いた、免疫グロブリン分子に関する基礎研究                                    |
| 1984年 |        | セーサル・ミルスタイン César Milstein                 | イギリス アルゼンチン | ハイブリドーマ作製の初成功                                                                            |
| 1984年 |        | ジョルジュ・J・F・ケーラー Georges J. F. Köhler       | ドイツ                | 骨髄腫細胞を用いてのハイブリドーマ作製の成功                                                          |
| 1985年 |        | マイケル・ブラウン Michael S. Brown                   | アメリカ合衆国        | 心血管疾患治療に新たな道を開く、コレステロール代謝における基本機構の発見                              |
| 1985年 |        | ジョーゼフ・ゴールドスタイン Joseph L. Goldstein      | アメリカ合衆国        | 心血管疾患治療に新たな道を開く、コレステロール代謝における基本機構の発見                              |
| 1986年 |        | リータ・レーヴィ＝モンタルチーニ Rita Levi-Montalcini | イタリア              | 細胞の成長は可溶性物質に制御されるという概念の確立、および神経成長因子（NGF）の発見                   |
| 1986年 |        | スタンリー・コーエン Stanley Cohen                    | アメリカ合衆国        | 上皮成長因子（EGF）の発見および生化学的解析                                                           |
| 1987年 |        | リロイ・フッド Leroy Hood                             | アメリカ合衆国        | 免疫系の体細胞組換えに関する研究                                                                      |
| 1987年 |        | フィリップ・レダー Philip Leder                       | アメリカ合衆国        | 発癌に関する遺伝学的研究およびトランスジェニック動物の開発                                            |
| 1987年 |        | 利根川進 Susumu Tonegawa                              | 日本                  | 抗体の多様性が遺伝子再構成によって生じていることの鮮やかな証明                                        |
| 1988年 |        | トーマス・チェック Thomas Cech                        | アメリカ合衆国        | RNAによる触媒機能の研究                                                                               |
| 1988年 |        | フィリップ・シャープ Phillip A. Sharp                 | アメリカ合衆国        | RNAスプライシング機構に関する一連の発見                                                               |
| 1989年 |        | マイケル・ベリッジ Michael Berridge                   | イギリス              | イノシトールトリスリン酸（IP3）による細胞内カルシウム濃度の調節ならびに細胞活動制御機構に関する研究   |
| 1989年 |        | アルフレッド・ギルマン Alfred G. Gilman               | アメリカ合衆国        | 細胞内シグナル伝達における先駆的研究およびその主要な調節因子であるGタンパク質の発見                   |
| 1989年 |        | エドヴィン・クレープス Edwin G. Krebs                 | アメリカ合衆国        | 酵素活性化におけるリン酸化の重要性およびプロテインキナーゼの役割に関する発見                          |
| 1989年 |        | 西塚泰美 Yasutomi Nishizuka                           | 日本                  | シグナル伝達経路解明への貢献、および発癌物質によるプロテインキナーゼC活性化を介した細胞増殖誘導の発見 |

### 1990年代
| 年度   | 受賞者 | 受賞者                                                                   | 国籍           | 受賞理由                                                                                   |
| ------ | ------ | ------------------------------------------------------------------------ | -------------- | ------------------------------------------------------------------------------------------ |
| 1991年 |        | エドワード・ルイス Edward B. Lewis                                       | アメリカ合衆国 | ホメオティック遺伝子の役割を解明し、現代の胚発生研究への道を開いたBithorax複合体の基礎研究 |
| 1991年 |        | クリスティアーネ・ニュスライン＝フォルハルト Christiane Nüsslein-Volhard | ドイツ         | 生物の基本的な体の構造を作り出すための遺伝子発見を導いた、発生生物学における新分野の開拓   |
| 1993年 |        | ギュンター・ブローベル Günter Blobel                                     | ドイツ         | シグナルペプチドによる細胞内タンパク質の輸送・局在化機構の発見                             |
| 1994年 |        | スタンリー・B・プルシナー Stanley B. Prusiner                            | アメリカ合衆国 | 神経変性疾患の原因となる、新たなタイプの感染因子（プリオン）の発見                         |
| 1995年 |        | ピーター・ドハーティー Peter C. Doherty                                  | オーストラリア | 主要組織適合遺伝子複合体（MHC）拘束性の発見                                                |
| 1995年 |        | ジャック・ストロミンジャー Jack L. Strominger                            | アメリカ合衆国 | MHCクラスI・クラスIIタンパク質およびそのペプチド複合体の単離と構造解明                     |
| 1995年 |        | エミル・ウナヌー Emil R. Unanue                                          | キューバ       | MHCペプチド結合と抗原提示に関する独創的な発見                                              |
| 1995年 |        | ドン・ワイリー Don C. Wiley                                              | アメリカ合衆国 | MHCおよび抗原複合体の三次元構造の可視化                                                    |
| 1995年 |        | ロルフ・ツィンカーナーゲル Rolf M. Zinkernagel                           | スイス         | MHC拘束性およびaltered-self hypothesisに関する重要な発見                                   |
| 1996年 |        | ロバート・ファーチゴット Robert F. Furchgott                             | アメリカ合衆国 | 血管内皮由来弛緩因子（EDRF）の発見および心血管疾患治療との関連研究                         |
| 1996年 |        | フェリド・ムラド Ferid Murad                                             | アメリカ合衆国 | EDRFとしての一酸化窒素の発見およびサイクリックGMPを介したそのシグナル伝達経路の解明        |
| 1997年 |        | マーク・プタシュネ Mark Ptashne                                          | アメリカ合衆国 | 転写因子による遺伝子発現機構の解明                                                         |
| 1998年 |        | リーランド・ハートウェル Leland H. Hartwell                              | アメリカ合衆国 | 酵母・カエル・ヒトなど、すべての真核生物に共通する細胞分裂調節機構に関する研究             |
| 1998年 |        | 増井禎夫 Yoshio Masui                                                    | カナダ         | 酵母・カエル・ヒトなど、すべての真核生物に共通する細胞分裂調節機構に関する研究             |
| 1998年 |        | ポール・ナース Paul Nurse                                                | イギリス       | 酵母・カエル・ヒトなど、すべての真核生物に共通する細胞分裂調節機構に関する研究             |
| 1999年 |        | クレイ・アームストロング Clay Armstrong                                  | アメリカ合衆国 | 細胞の膜電位を制御するイオンチャネルの機能および構造の解明                                 |
| 1999年 |        | バーティル・ヒル Bertil Hille                                            | アメリカ合衆国 | 細胞の膜電位を制御するイオンチャネルの機能および構造の解明                                 |
| 1999年 |        | ロデリック・マキノン Roderick MacKinnon                                  | アメリカ合衆国 | 細胞の膜電位を制御するイオンチャネルの機能および構造の解明                                 |

### 2000年代
| 年度   | 受賞者 | 受賞者                                                | 国籍                             | 受賞理由                                                                                                |
| ------ | ------ | ----------------------------------------------------- | -------------------------------- | --- |
| 2000年 |        | アーロン・チカノーバー Aaron Ciechanover              | イスラエル                       | ユビキチンを介したタンパク質分解経路の発見                                                              |
| 2000年 |        | アブラム・ハーシュコ Avram Hershko                    | イスラエル                       | ユビキチンを介したタンパク質分解経路の発見                                                              |
| 2000年 |        | アレクサンダー・バーシャフスキー Alexander Varshavsky | アメリカ合衆国 （ ロシア出身）   | ユビキチンを介したタンパク質分解経路の発見                                                              |
| 2001年 |        | マリオ・カペッキ Mario Capecchi                       | アメリカ合衆国 （ イタリア出身） | ヒト疾患の動物モデル作出を可能とする、画期的なマウス遺伝子操作技術の開発                                |
| 2001年 |        | マーティン・エヴァンズ Martin Evans                   | イギリス                         | ヒト疾患の動物モデル作出を可能とする、画期的なマウス遺伝子操作技術の開発                                |
| 2001年 |        | オリヴァー・スミティーズ Oliver Smithies              | アメリカ合衆国 （ イギリス出身） | ヒト疾患の動物モデル作出を可能とする、画期的なマウス遺伝子操作技術の開発                                |
| 2002年 |        | ジェームズ・ロスマン James Rothman                    | アメリカ合衆国                   | 細胞内膜輸送（小胞輸送）を調節する機構の発見                                                            |
| 2002年 |        | ランディ・シェクマン Randy Schekman                   | アメリカ合衆国                   | 細胞内膜輸送（小胞輸送）を調節する機構の発見                                                            |
| 2003年 |        | ロバート・ローダー Robert G. Roeder                   | アメリカ合衆国                   | 真核生物のRNAポリメラーゼと転写機構に関する先駆的な研究                                                 |
| 2004年 |        | ピエール・シャンボン Pierre Chambon                   | フランス                         | 胚発生や多様な代謝経路調節に関与する核内受容体の発見                                                    |
| 2004年 |        | ロナルド・エヴァンス Ronald M. Evans                  | アメリカ合衆国                   | 胚発生や多様な代謝経路調節に関与する核内受容体の発見                                                    |
| 2004年 |        | エルウッド・ジェンセン Elwood V. Jensen               | アメリカ合衆国                   | 胚発生や多様な代謝経路調節に関与する核内受容体の発見                                                    |
| 2005年 |        | アーネスト・マコラック Ernest McCulloch               | カナダ                           | 造血幹細胞の発見                                                                                        |
| 2005年 |        | ジェイムズ・ティル James Till                         | カナダ                           | 造血幹細胞の発見                                                                                        |
| 2006年 |        | エリザベス・H・ブラックバーン Elizabeth Blackburn     | アメリカ合衆国 オーストラリア    | テロメアを伸長し、ゲノムの安定性を保持する酵素・テロメラーゼの発見                                      |
| 2006年 |        | キャロル・W・グライダー Carol W. Greider              | アメリカ合衆国                   | テロメアを伸長し、ゲノムの安定性を保持する酵素・テロメラーゼの発見                                      |
| 2006年 |        | ジャック・W・ショスタク Jack W. Szostak               | アメリカ合衆国                   | テロメアを伸長し、ゲノムの安定性を保持する酵素・テロメラーゼの発見                                      |
| 2007年 |        | ラルフ・スタインマン Ralph M. Steinman                | カナダ                           | 免疫系の重要な構成要素である樹状細胞の発見                                                              |
| 2008年 |        | ヴィクター・アンブロス Victor Ambros                  | アメリカ合衆国                   | 動植物の遺伝子発現を調節する微小なRNA（マイクロRNA）の発見                                              |
| 2008年 |        | デイヴィッド・ボールカム David Baulcombe              | イギリス                         | 動植物の遺伝子発現を調節する微小なRNA（マイクロRNA）の発見                                              |
| 2008年 |        | ゲイリー・ラヴカン Gary Ruvkun                        | アメリカ合衆国                   | 動植物の遺伝子発現を調節する微小なRNA（マイクロRNA）の発見                                              |
| 2009年 |        | ジョン・ガードン John Gurdon                          | イギリス                         | 分化した成熟細胞を初期の幹細胞へと誘導する、細胞核再プログラミング（nuclear reprogramming）に関する発見 |
| 2009年 |        | 山中伸弥 Shinya Yamanaka                              | 日本                             | 分化した成熟細胞を初期の幹細胞へと誘導する、細胞核再プログラミング（nuclear reprogramming）に関する発見 |

### 2010年代
| 年度   | 受賞者 | 受賞者                                            | 国籍                                 | 受賞理由 |
| ------ | ------ | ------------------------------------------------- | ------------------------------------ | --- |
| 2010年 |        | ダグラス・コールマン Douglas L. Coleman           | カナダ                               | 食欲と体重を調節するホルモン、レプチンの発見 |
| 2010年 |        | ジェフリー・フリードマン Jeffrey M. Friedman      | アメリカ合衆国                       | 食欲と体重を調節するホルモン、レプチンの発見 |
| 2011年 |        | フランツ＝ウルリッヒ・ハートル Franz-Ulrich Hartl | ドイツ                               | タンパク質の折りたたみ機構に関する発見 |
| 2011年 |        | アーサー・ホーウィッチ Arthur L. Horwich          | アメリカ合衆国                       | タンパク質の折りたたみ機構に関する発見 |
| 2012年 |        | マイケル・シーツ Michael Sheetz                   | アメリカ合衆国                       | 細胞内での運搬、筋収縮、および細胞の移動を可能にするモータータンパク質に関する発見                                                                           |
| 2012年 |        | ジェームズ・スプディッチ James Spudich            | アメリカ合衆国                       | 細胞内での運搬、筋収縮、および細胞の移動を可能にするモータータンパク質に関する発見                                                                           |
| 2012年 |        | ロナルド・ベール Ronald Vale                      | アメリカ合衆国                       | 細胞内での運搬、筋収縮、および細胞の移動を可能にするモータータンパク質に関する発見                                                                           |
| 2013年 |        | リチャード・シェラー Richard H. Scheller          | アメリカ合衆国                       | 神経伝達物質の急速な放出の基礎となる、分子機構および調節システムに関する発見                                                                                 |
| 2013年 |        | トーマス・スードフ Thomas C. Südhof               | アメリカ合衆国 （ ドイツ出身）       | 神経伝達物質の急速な放出の基礎となる、分子機構および調節システムに関する発見                                                                                 |
| 2014年 |        | 森和俊 Kazutoshi Mori                             | 日本                                 | 小胞体において折りたたみを誤った有害なタンパク質を検出し、ストレスを解消するためのシグナルを核に伝える細胞内品質保持システム、小胞体ストレス応答に関する発見 |
| 2014年 |        | ピーター・ウォルター Peter Walter                 | アメリカ合衆国                       | 小胞体において折りたたみを誤った有害なタンパク質を検出し、ストレスを解消するためのシグナルを核に伝える細胞内品質保持システム、小胞体ストレス応答に関する発見 |
| 2015年 |        | スティーブン・エレッジ Stephen J. Elledge         | アメリカ合衆国                       | すべての生物のゲノムを保護する基本的機構である、DNA損傷応答に関する発見                                                                                      |
| 2015年 |        | エベリン・ウィトキン Evelyn M. Witkin             | アメリカ合衆国                       | すべての生物のゲノムを保護する基本的機構である、DNA損傷応答に関する発見                                                                                      |
| 2016年 |        | ウィリアム・ケリン William Kaelin Jr.             | アメリカ合衆国                       | 細胞の生存に必須のプロセスである、酸素利用率の変化を感知し適応するための経路の発見                                                                           |
| 2016年 |        | ピーター・ラトクリフ Peter J. Ratcliffe           | イギリス                             | 細胞の生存に必須のプロセスである、酸素利用率の変化を感知し適応するための経路の発見                                                                           |
| 2016年 |        | グレッグ・セメンザ Gregg L. Semenza               | アメリカ合衆国                       | 細胞の生存に必須のプロセスである、酸素利用率の変化を感知し適応するための経路の発見                                                                           |
| 2017年 |        | マイケル・ホール Michael N. Hall                  | アメリカ合衆国 スイス                | ラパマイシン標的タンパク質（TOR）および細胞成長の代謝調節におけるその中心的役割に関する発見                                                                  |
| 2018年 |        | チャールズ・デビッド・アリス Charles David Allis  | アメリカ合衆国                       | ヒストンの化学修飾による遺伝子発現への影響に関する発見 |
| 2018年 |        | マイケル・グルンスタイン Michael Grunstein        | アメリカ合衆国 · （ ルーマニア出身） | ヒストンの化学修飾による遺伝子発現への影響に関する発見 |
| 2019年 |        | マックス・クーパー Max D. Cooper                  | アメリカ合衆国                       | 2つの異なるリンパ球、B細胞とT細胞の発見による、獲得免疫の原理解明および近代免疫学の創始                                                                      |
| 2019年 |        | ジャック・ミラー Jacques Miller                   | オーストラリア （ フランス出身）     | 2つの異なるリンパ球、B細胞とT細胞の発見による、獲得免疫の原理解明および近代免疫学の創始                                                                      |

### 2020年代
| 年度   | 受賞者 | 受賞者                                       | 国籍                          | 受賞理由 |
| ------ | ------ | -------------------------------------------- | ----------------------------- | --- |
| 2021年 |        | カール・ダイセロス Karl Deisseroth           | アメリカ合衆国                | 個々の脳細胞を活性化または不活化させる光活性微生物タンパク質の発見と、神経科学における革新的新技術である光遺伝学の開発 |
| 2021年 |        | ペーター・ヘーゲマン Peter Hegemann          | ドイツ                        | 個々の脳細胞を活性化または不活化させる光活性微生物タンパク質の発見と、神経科学における革新的新技術である光遺伝学の開発 |
| 2021年 |        | ディーター・エスターヘルト Dieter Oesterhelt | ドイツ                        | 個々の脳細胞を活性化または不活化させる光活性微生物タンパク質の発見と、神経科学における革新的新技術である光遺伝学の開発 |
| 2022年 |        | リチャード・ハインズ Richard O. Hynes        | イギリス                      | 主要な細胞接着分子であるインテグリンに関する発見                                                                       |
| 2022年 |        | エルキ・ルースラーティ Erkki Ruoslahti       | アメリカ合衆国 · フィンランド | 主要な細胞接着分子であるインテグリンに関する発見                                                                       |
| 2022年 |        | ティモシー・スプリンガー Timothy A. Springer | アメリカ合衆国                | 主要な細胞接着分子であるインテグリンに関する発見                                                                       |
| 2023年 |        | デミス・ハサビス Demis Hassabis              | アメリカ合衆国                | タンパク質の立体構造を予測する革新的な技術であるAlphaFoldの発明                                                        |
| 2023年 |        | ジョン・M・ジャンパー John M. Jumper         | アメリカ合衆国                | タンパク質の立体構造を予測する革新的な技術であるAlphaFoldの発明                                                        |
| 2024年 |        | 陳志堅 Zhijian Chen                          | 中国 アメリカ合衆国           | 外来DNAと自己DNAを感知するサイクリックGMP-AMP合成酵素（cGAS）の発見と、DNAが免疫反応と炎症反応を刺激する仕組みの解明   |

国籍欄に二つ表示のある者は二重国籍者。